# 约兰·克拉松
约兰·克拉松（瑞典語：Göran Claeson，1945年3月4日—），瑞典男子速度滑冰运动员。他曾代表瑞典参加1968年和1972年冬季奥林匹克运动会速度滑冰比赛，其中1972年奥运会获得一枚铜牌。